# 京王フローラルガーデンANGE
京王フローラルガーデンANGE（けいおうフローラルガーデンアンジェ）は、かつて東京都調布市多摩川4丁目38に存在した京王グループの植物園。京王フローラルガーデンアンジェとも表記する。京王電鉄が運営していた。
本項では京王遊園の付属施設として開園し、「京王フローラルガーデンANGE」の前身となった東京菖蒲苑（とうきょうしょうぶえん）および京王百花苑（けいおうひゃっかえん）についても記述する。

## 歴史

### 京王百花苑
1956年（昭和31年）6月16日、「東京菖蒲苑」として同じ場所で開園。
1961年（昭和36年）4月、「京王百花苑」へ改称。和風情緒漂う日本庭園で、花菖蒲500種以上を育成する「花菖蒲日本一」と言われ、名物の流しそうめんが人気であった。花菖蒲をあしらった記念乗車券が発行されたり、京王線の営業電車がヘッドマークを付けることもあった。

### 京王フローラルガーデンANGE

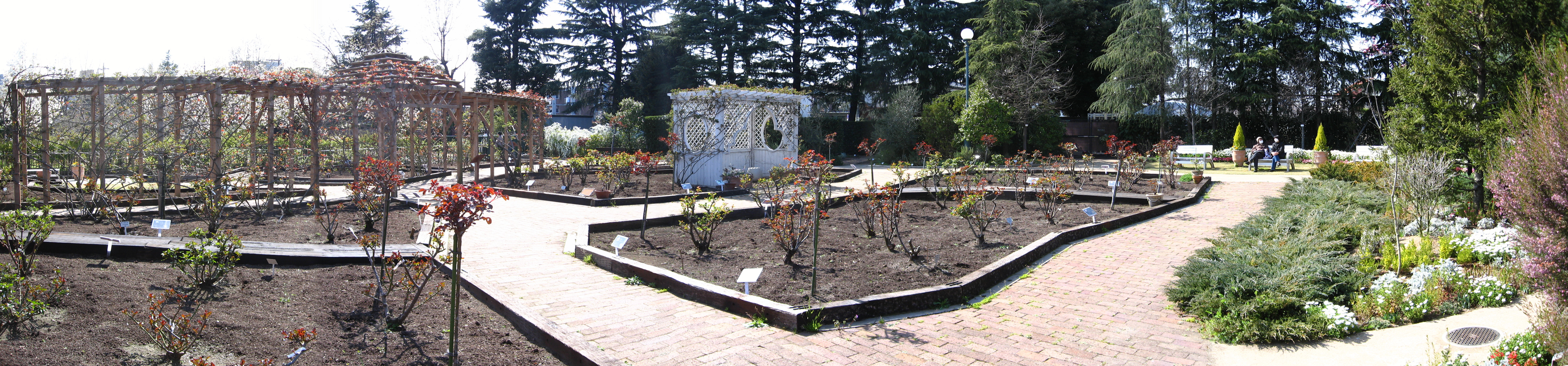
京王フローラルガーデンANGE「ローズガーデン」

1997年に廃苑となった京王百花苑の跡地を、欧風庭園として大規模改修する形で開業した。名称の「ANGE」は Amenity Natural Garden of Europe の略語。沿線で生花店「フラワーショップ京王」を経営する京王グリーンサービスが管理を行っていた。
マグノリアの木を植えた「マグノリアガーデン」が目玉で、ほかにもバラ園「ローズガーデン」や桜並木、睡蓮が咲く「モネの池」などがあり、様々な植物が育てられていた。同じ調布市内の神代植物公園と異なり温室はない。随所にベンチがあり、子供が遊べる芝生広場も設けられていた。
敷地内（入口と京王多摩川駅の間）には小さな売店「ANGEショップ」があり、花の苗、絵葉書やグッズなどを販売していた。売店は駅前のバス通り（桜堤通り）に面しており、入園しなくても利用できた。売店では飲食物の販売はなく、園内に自動販売機やごみ箱は設置されていなかった。そのため園内に空袋・空き缶やペットボトルなどのごみが放置されることはなく、非常に清潔に保たれていた。またペットの持ち込みは禁止されていた（盲導犬・聴導犬・介助犬を除く）。
園内では、コンサートや写真コンクールなどのイベント、園芸・フラワーアレンジメントの講座が随時開催されていた。また季節ごとにハロウィンのデコレーションやクリスマスのイルミネーションも行われていた。
2011年には園内にバーベキュー施設「BBQ VILLAGE」が開業した。
京王電鉄は2021年1月15日付のニュースリリースで、同年5月31日付で「京王フローラルガーデンANGE」を、同年10月31日付で「BBQ VILLAGE」を営業終了することを発表した。京王多摩川駅周辺では調布市が主導する再開発事業が計画されており、閉園後の跡地については駅周辺の土地と一体的に「京王多摩川駅周辺地区まちづくり」の検討を調布市や地域と共同で進めるとしている。

## 沿革
- 1955年（昭和30年）4月3日 - 京王帝都電鉄（当時）により、京王多摩川駅付近の「京王多摩川野球場」跡地に「京王遊園」を開業[5]。
- 1956年（昭和31年）6月16日 - 京王帝都電鉄（当時）により、京王多摩川駅前に「東京菖蒲園」として開園[5]。
- 1961年（昭和36年）4月 - 東京菖蒲園が「京王百花苑」に改称する。
- 1971年（昭和46年）- 京王遊園が遊園地の営業を終了。
- 1993年（平成5年）4月1日 - 入場者数の激減から「休苑」となる。
- 1997年（平成9年） - 京王百花苑が「廃苑」となる。
- 2002年（平成14年）3月29日 - 「京王フローラルガーデンANGE」として開園。
- 2011年（平成23年）- 園内に株式会社ヒーローが運営するバーベキュー施設「BBQ VILLAGE」が開業[6]。
- 2021年（令和3年）
  - 1月15日 - 京王電鉄が「京王フローラルガーデンANGE」および「BBQ VILLAGE」の営業終了を発表[4]。
  - 4月25日 - 新型コロナウイルス感染症の流行による緊急事態宣言発出を受け、一時休園となる[7]。休園中も売店「ANGEショップ」は閉園日まで開店していた。
  - 5月31日 - 緊急事態宣言の延長に伴い一時休園が延長され、休園のまま営業終了となる[7]。
  - 6月1日～6月13日 - 緊急事態宣言の一部緩和により無料開放を実施[8]、無料開放最終日の6月13日をもって閉園した[9]。
  - 10月31日 - バーベキュー施設「BBQ VILLAGE」の営業を終了[4]。

## 営業時間・入園料
「京王フローラルガーデンANGE」当時のもの。
- 3月 - 9月：10時 - 17時30分（入園は17時まで）[1]
- 10月 - 2月：10時 - 16時30分（入園は16時まで）[1]
- 休業日：毎週水曜日（祝日の場合は翌日休業）、年末年始[1]
- 入園料：500円[4]。入口の自動券売機で入園券を買い、受付に提示する。
  - 京王パスポートクラブ会員特典：京王パスポートカード（現金専用ポイントカード含む）提示で入園料300円となった（過去には100円となった[4]）。会員割引を受けるには自動券売機で会員専用入園券を買い、受付でカードを提示する。
  - 2016年3月1日にリリースされた「京王アプリ」で、入園料100円引きとなる割引クーポンを定期的に配布していた。
  - 京王電鉄の株主優待で、2017年3月31日より長期保有株主優待（5,000株以上を3年以上保有）として、無料入園券2枚が追加された[10]。

## アクセス
- 京王相模原線 京王多摩川駅下車
  - 京王多摩川駅の副駅名として採用されており、同駅の駅名標および、京王電鉄車両の車内案内表示器では「京王多摩川 京王フローラルガーデンアンジェ下車駅」と表示していた。京王相模原線へ乗り入れる都営新宿線の車両では表示していなかった。
- 入口前に京王バスの「京王多摩川駅」バス停があり、調布市ミニバス西路線（調43系統）のみ停車する。